# Чанху-Даро

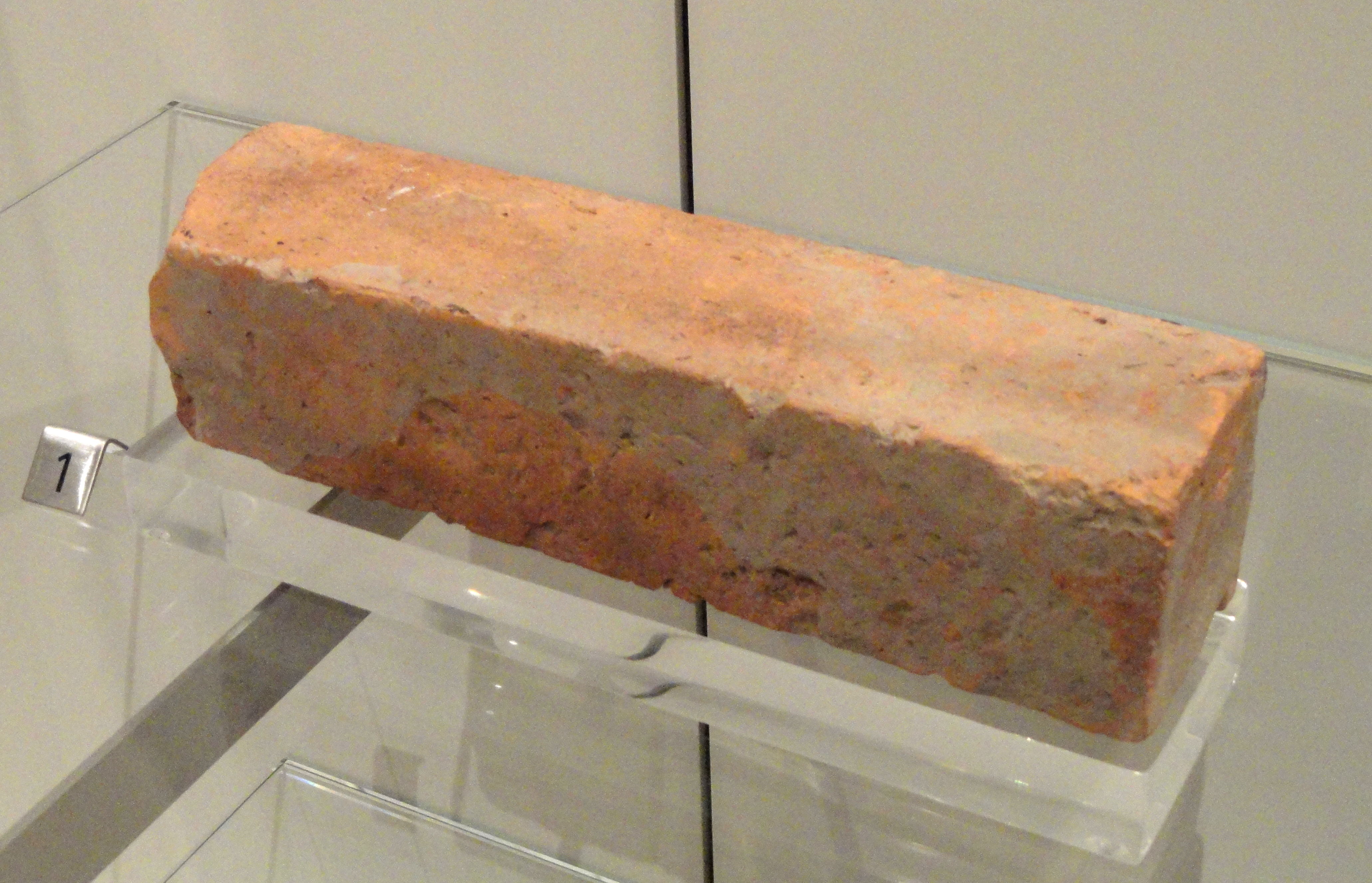
Кирпич 2500—1900 годов до н. э.

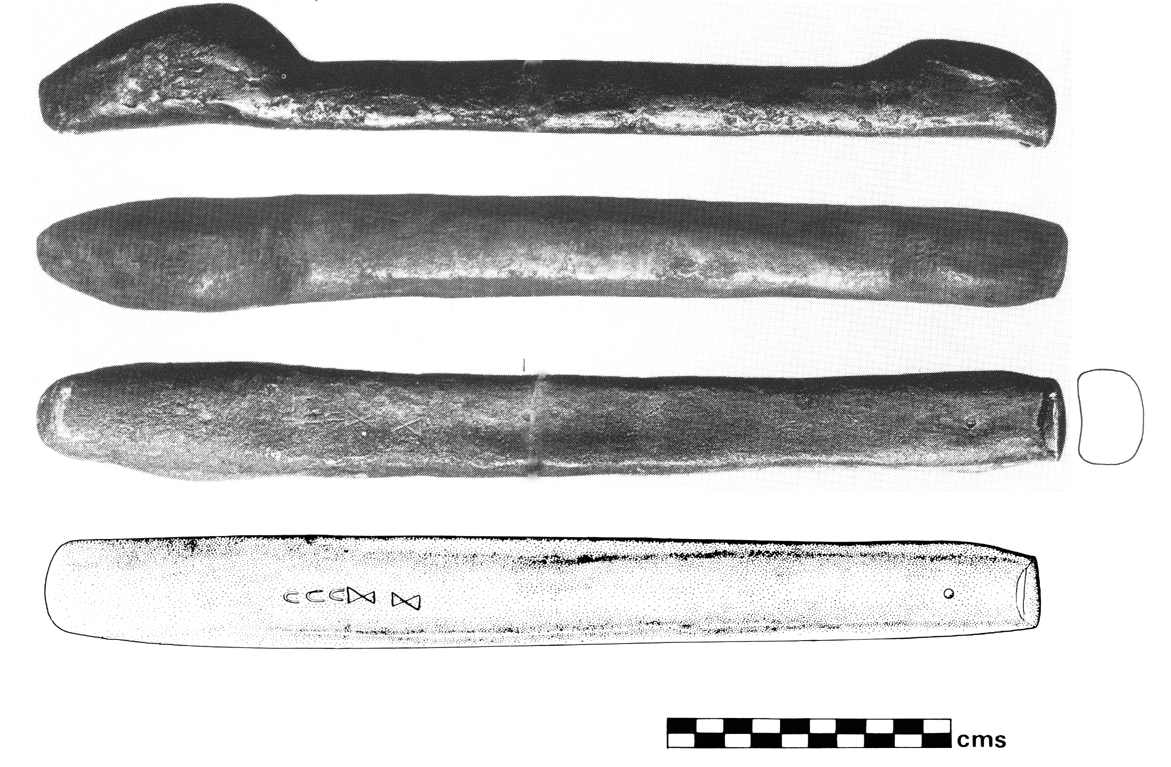
Гончарный инструмент

Чанху-Даро — город цивилизации долины Инда, существовавший в XL—XVII веках до н. э. (после чего был заселён представителями послехараппских культур) в 130 км к югу от Мохенджо-Даро, в 20 км к востоку от Инда, на территории современной провинции Синд в Пакистане.
Археологический памятник Чанху-Даро занимает территорию в 5 га. Открыт индийским археологом Нани Маджумдаром в марте 1930 года, в 1935—1936 годах велись раскопки английским археологом Э. Маккеем.
Чанху-Даро был одним из наиболее значимых городов индской цивилизации. Исследователями отмечено, что он был очень похож (особенно в плане строительства) на другие крупные индские города: Хараппу и Мохенджо-Даро. Только в надписях, найденных в Чанху-Даро, содержится символ «||/», что даёт основание полагать, что он может быть названием города. Город находится в пустынной местности, но, как считается, река Сарасвати в древности протекала возле него. Во 2-м тысячелетии до н. э. река начала пересыхать, жить вдали от воды стало тяжело и люди стали покидать Чанху-Даро. Считается, что пересыхание Сарасвати стало одной из причин упадка Индской цивилизации. После некоторого перерыва в XVI—XV веках до н. э. поселение было заселено представителями культуры Джхукар, а в XII—XI веках Джхангар.
Для строительства в Чанху-Даро использовался обожжённый кирпич. Ряд руин был определён как остатки производственных зданий и складов. Считается, что по масштабам ремесленного производства, в котором было занято не менее половины населения города, Чанху-Даро превосходило Мохенджо-Даро. В городе имелась крупная мастерская по производству бисера и других украшений. Предполагают, что в Чанху-Даро могли изготавливать пломбы. Были найдены медные ножи, копья, бритвы, сосуды, блюда, медные рыболовные крючки, топоры и другие инструменты. Был найден свисток в виде птицы, статуэтки копьеметателя и танцовщицы.
Из сельскохозяйственных культур в Чанху-Даро возделывались кунжут и горох.